# Leland Crooke
Leland Crooke est un acteur américain.

## Biographie
Leland Crooke a fait ses débuts au théâtre en 1980. Il a joué au cinéma dans plusieurs films du réalisateur David Beaird, notamment Pass the Ammo (1988) et Scorchers (1991) et a interprété des rôles récurrents dans les séries télévisées Key West (également créée par David Beaird), Melrose Place, Angel, Charmed et Parenthood.

## Filmographie

### Cinéma
- 1988 : It Takes Two de David Beaird
- 1988 : Pass the Ammo de David Beaird : le shérif Rascal Lebeaux
- 1991 : F/X2, effets très spéciaux de Richard Franklin : le réalisateur du film
- 1991 : Scorchers de David Beaird : Jumper
- 2002 : The Master of Disguise : l'expert

### Télévision
- 1993 : Key West (série télévisée, 13 épisodes) : Paul « Gumbo » Beausoleil
- 1996 : Melrose Place (série télévisée, 3 épisodes) : Louie
- 1997 : Profiler (série télévisée, saison 1 épisode 20) : Elliot Wykoff
- 1997 : Urgences (série télévisée, saison 4 épisode 10) : Bart
- 1998 : Le Caméléon (série télévisée, saison 2 épisode 11) : Bucky LaFontaine
- 1998 : Star Trek: Deep Space Nine (série télévisée, saison 6 épisodes 14 et 15) : Vorta Gelnon
- 1998 : New York Police Blues (série télévisée, saison 5 épisode 20) : Jerry
- 1999 : Demain à la une (série télévisée, saison 4 épisodes 7 et 8) : Jake Arbuthnot
- 2001 : The Lone Gunmen : Au cœur du complot (série télévisée, saison 1 épisode 7) : le docteur Haspliss
- 2001 : Buffy contre les vampires (série télévisée, saison 5 épisode Magie noire) : le professeur Lillian
- 2002 : Star Trek: Enterprise (série télévisée, saison 2 épisode 11) : Firek Plinn
- 2003-2004 : Angel (série télévisée, saison 5 épisodes Une fête à tout casser, Jeu de pouvoir et L'Ultime Combat) : l'archiduc Sebassis
- 2006 : Charmed (série télévisée, 6 épisodes) : Candor
- 2014-2015 : Parenthood (série télévisée, 4 épisodes) : le docteur Leland Gordon
- 2015 : Rizzoli and Isles (série télévisée, saison 5 épisode 14) : Russ Pfeiffer